# Омар аль-Башир
Ома́р Ха́сан А́хмед аль-Баши́р (араб. عمر حسن أحمد البشير‎; род. 1 января 1944) — суданский военный, государственный и политический деятель, предполагаемый военный преступник. Президент Судана с 16 октября 1993 по 11 апреля 2019, глава ведущей партии «Национальный конгресс» с 1996 года. Отстранён от власти в апреле 2019 года в результате военного переворота и арестован.
Придя к власти в результате военного переворота, он возглавил Совет командования революции национального спасения, а затем стал президентом страны. В период его правления продолжалась гражданская война в Южном Судане, закончившаяся подписанием мирного соглашения и независимостью юга страны. В то же время разразился кровопролитный конфликт в Дарфуре, в результате которого погибли 200—300 тысяч человек и около 2,7 млн стали внутренне перемещёнными лицами. Параллельно разразился конфликт с сепаратистами в Южном Кордофане.
При аль-Башире Судан подвергся исламизации госаппарата и многократно критиковался со стороны международного сообщества (вплоть до определения Судана как «страны-изгоя»). В то же время удалось достигнуть некоторых успехов в экономике за счёт увеличения добычи и продажи нефти, а также наладить хорошие отношения с Китаем, Россией и некоторыми другими государствами.
21 июля 2008 года Международный уголовный суд выдал ордер на арест аль-Башира по обвинению в геноциде в связи с конфликтом в Дарфуре, где, как утверждается, проводились этнические чистки. Таким образом аль-Башир стал первым действующим главой государства, против которого было выдвинуто обвинение органом международной юстиции. Данное решение МУС подверглось критике со стороны членов Лиги арабских государств, Африканского союза, Движения неприсоединения, которые отказались его исполнять.
В апреле 2015 года переизбран на очередной президентский срок с официальным результатом 94,05 % голосов избирателей. В 2016 году объявил, что не собирается выставлять свою кандидатуру на президентских выборах 2020 года. Однако в 2018 году правящий Национальный конгресс Судана объявил о поддержке аль-Башира на предстоящих выборах.

## Биография
Родился 1 января 1944 года в деревне Хош-Баннага, близ города Шенди, в 150 км к северу от Хартума, в крестьянской семье. Принадлежит к арабскому племени джаалин. Дед по отцовской линии принадлежал к нигерийскому племени фалата и переехал в Судан для строительства ирригационных каналов в город Ум Аудам, где был убит. Его семья позднее перебралась в Хоше Баннага, где и родился Омар аль-Башир. В 1964 году он окончил среднюю школу в Хартуме. После смерти отца содержал семью из 6 братьев и 4 сестёр.
В 1966 году окончил военный колледж в Хартуме. Получил армейскую специальность десантника в Египте. Учился в штабном колледже в Малайзии, а также в Пакистане и США. В октябре 1973 года в составе египетских вооружённых сил участвовал в Войне Судного дня, командуя 8-й мотопехотной бригадой. В период с 1975 по 1979 годы являлся военным атташе Судана в Объединённых Арабских Эмиратах. По возвращении на родину он был назначен начальником гарнизона парашютной бригады, а в 1981 году — командиром парашютной бригады в Хартуме, оставаясь в этой должности до 1987 года.

### Во главе государства
18 июня 1989 года было объявлено о раскрытии антиправительственного заговора, связанного, по заявлениям властей, с деятельностью египетских спецслужб. Вслед за этим десятки офицеров высшего и среднего состава были арестованы. Совсем скоро, 30 июня, военные во главе с бригадным генералом Омаром аль-Баширом осуществили очередной военный переворот. Высшим государственным органом стал Совет командования революцией национального спасения (СКРНС), состоящий из 15 высших армейских офицеров. Председателем СКРНС, премьер-министром и министром обороны стал Омар аль-Башир, который после переворота был произведён в чин генерал-лейтенанта. Позднее аль-Башир, объясняя причину захвата власти, заявил: «Демократия, которая не может прокормить свой народ, недостойна того, чтобы продолжать своё существование». Придя к власти, генерал аль-Башир распустил парламент, запретил политические партии, ликвидировал оппозиционную прессу.
В апреле 1990 года подавил попытку переворота, 28 офицеров (в том числе 3 генерал-майора, бригадир и 4 полковника) были казнены.
Продолжил политику исламизации страны. В феврале 1991 года он подписал указ о постепенном введении на всей территории Судана уголовного законодательства, основанного на нормах шариата.
16 октября 1993 года Совет командования революции национального спасения принял решение о самороспуске и назначении Омара аль-Башира президентом Судана.

### Выборы
6—17 марта 1996 года в стране прошли президентские выборы, победу на которых одержал Омар аль-Башир, набрав 75,68 % голосов. С целью укрепления централизованной власти в стране под единым президентским началом Омар аль-Башир в начале 2000 года издал чрезвычайный декрет о назначении губернаторов 25 штатов Судана. Это был ответ президента исламистам, требовавшим прямых выборов губернатора. Тогда же аль-Башир подписал указ о назначении советника президента Республики Судан. Одновременно с этим Омар аль-Башир сформировал новое правительство в составе 25 федеральных министров, пятеро из которых являлись представителями суданского генералитета. На президентских выборах, прошедших 13-23 декабря того же года, Омар аль-Башир был переизбран, набрав 86,5 % голосов.
В ночь на 10 мая 2008 года повстанцы из Движения за справедливость и равенство, двинувшиеся на столицу, были остановлены суданской армией примерно в 200 км к западу от Хартума, в провинции Кордофан. Повстанцам, однако, удалось прорваться к столице и занять её западный пригород Омдурман, но в ходе завязавшихся боёв отряды повстанцев были рассеяны. Омар аль-Башир, выступая в эфире государственного телевидения, возложил ответственность за нападение на власти соседнего Чада: «Эти силы поддержаны Чадом; они проходили в Чаде подготовку и именно оттуда начали наступление», объявив о разрыве дипломатических отношений с соседней страной.
В январе 2010 года Омар аль-Башир оставил пост главнокомандующего вооружёнными силами страны. C 11 по 13 апреля того же года в стране прошли президентские и парламентские выборы, победу на которых одержал Омар аль-Башир, набрав 68,24 % голосов. Представители оппозиционных партий и организаций, в большинстве своём, выборы бойкотировали.

### Гражданская война
В период правления Омара аль-Башира продолжался военный конфликт в Южном Судане, населённым преимущественно чернокожими христианами. Будучи не в состоянии справиться с повстанцами, Омар аль-Башир в 1999 году предложил Южному Судану «культурную автономию», которая была отвергнута.
9 июля 2005 года аль-Башир утвердил временную конституцию страны сроком на шесть лет, которая предоставила большую степень автономии южным регионам страны. С 9 по 15 января 2011 года в Южном Судане прошёл референдум по вопросу независимости от Судана, по результатам которого 98,83 % жителей Юга проголосовали за независимость. 9 июля Южный Судан провозгласил свою независимость.
По данным американского журнала «Parade», на 2005 год занимал первое место в десятке самых худших диктаторов современности.

### Дарфурский конфликт
Регион Дарфур расположен на западе Судана, на границе с Чадом и Центрально-Африканской республикой. Население региона состоит из чернокожих африканских земледельцев и арабоязычных кочевников. Поводом к возникновению конфликта стало соглашение между Хартумом и повстанцами Юга о разделе доходов от добычи нефти. Конфликт начался в феврале 2003 года, когда две повстанческие группировки — Народная освободительная армия Судана и Движение за справедливость и равенство, развернули вооружённую борьбу против правительственных сил. Власти перебросили в Дарфур крупные военные подкрепления, и активно и широко применялась военная авиация. Правительство Судана задействовало организованное из местных арабоязычных кочевников ополчение «Джанджавид» («дьяволы на конях»), которые регулярно совершали нападения на чернокожих крестьян, сжигая при этом целые деревни и совершая другие виды насилия.
В июле 2008 года прокурор Международного уголовного суда Луис Морено Окампо обратился к судьям с просьбой выдать ордер на арест Омара аль-Башира, поскольку он собрал доказательства причастности суданского президента к геноциду, преступлениям против человечности и военным преступлениям, совершённым в Дарфуре. 17 июля прошла демонстрация в Хартуме в поддержку президента, в которой приняло участие около полутора тысяч человек. Они выкрикивали лозунги «Вперёд, аль-Башир!», «Племена Дарфура поддерживают аль-Башира!»
4 марта 2009 года Международный уголовный суд впервые в истории выдал ордер на арест действующего главы государства — президента Судана Омара аль-Башира, обвинив его в преступлениях против человечности (убийство, истребление, насильственное перемещение, применение пыток, изнасилование) и военных преступлениях (намеренное применение силы против гражданского населения, мародёрство). Выступая до этого на митинге, аль-Башир высказал своё отношение: «Они могут взять свой ордер — и съесть его!»
12 июля 2010 года Международный уголовный суд выдал новый ордер на арест Омара аль-Башира, предъявив ему обвинения в организации и проведении геноцида фор, масалит и загава, трёх этнических групп в составе населения Дарфура. Несмотря на выданные Международным уголовным судом ордера, аль-Башир продолжил совершать поездки по зарубежным странам. 28 ноября 2011 года Верховный суд Кении выдал ордер на его арест, объявив, что президент Судана будет арестован в случае прибытия на кенийскую территорию.
14 июня 2015 года Омар аль-Башир прибыл в Йоханнесбург на саммит лидеров Африканского союза. В связи с этим Международный уголовный суд потребовал от правительства ЮАР арестовать и выдать аль-Башира. Судья Высокого суда Претории Ханс Фабрициус постановил, что суданский лидер не должен покидать территорию ЮАР до вынесения окончательного решения по этому вопросу. Однако Омар аль-Башир покинул ЮАР после первого рабочего дня саммита и вернулся в Судан. Правящая партия ЮАР «Африканский национальный конгресс» обвинила Международный уголовный суд в предвзятости. «Многие страны, в основном в Африке и Восточной Европе, продолжают необоснованно испытывать на себе всю тяжесть решений МУС», — сказано в заявлении. Во время нахождения Омара-аль-Башира в ЮАР, суданские войска взяли в окружение южноафриканскую базу миротворцев в штате Северный Дарфур.
В мае 2016 года Омар аль-Башир посетил инаугурацию президента Уганды Йовери Мусевени. И хотя Уганда является членом Международного уголовного суда, аль-Башир не был арестован. В знак протеста делегации США, Канады и стран ЕС покинули церемонию инаугурации.

### Внешняя политика
Во время гражданской войны в Ливии в 2011 году Судан снабжал оружием повстанцев, боровшихся против режима Каддафи. В январе 2012 года Омар аль-Башир посетил с официальным визитом столицу Ливии Триполи, где находилось временное правительство. В Триполи аль-Баширу устроили приём на высшем уровне, в аэропорту его встречал глава Переходного национального совета Мустафа Абдель Джалиль.
В 2017 году Омар аль-Башир на российском самолёте прибыл с визитом в Россию, где встретился с президентом Владимиром Путиным и премьер-министром Дмитрием Медведевым. Вопрос, почему Путин встречается с человеком, обвинённым в геноциде и преступлениях против человечности, пресс-секретарь президента России Дмитрий Песков оставил без ответа, отметив, однако, что Башир — «это законный президент Судана и в данном случае он является главой государства легитимным».

### Протесты 2018—2019
В декабре 2018 года — январе 2019 года Судан столкнулся с самыми масштабными выступлениями за все 30 лет, которые страной правил Омар аль-Башир. В результате протестных выступлений погибло до 37 демонстрантов. В свою очередь, правительство пообещало провести срочные экономические реформы.

### Смещение, арест и уголовное преследование
11 апреля 2019 года суданская армия, взяв под свой контроль президентский дворец, радио и телевидение, поместила Аль-Башира под домашний арест. Президент Судана Омар аль-Башир был отправлен в отставку. Судить экс-президента собираются на родине, а его выдача международному уголовному суду поначалу не рассматривалась переходным военным правительством.
17 апреля стало известно, что аль-Башир был переведён из президентского дворца, где находился под домашним арестом, в камеру одиночного содержания в тюрьме строгого режима Кобар, где при его правлении содержались политические заключённые. По сообщениям CNN, экс-президент обвиняется в коррупции и смертях протестующих.
13 июня прокуратура Судана предъявила обвинения аль-Баширу во владении иностранными активами, приобретении незаконным путём материальных ценностей, а также в незаконном введении режима чрезвычайного положения в стране. В течение этого месяца экс-президент предстанет перед судом, когда закончится срок рассмотрения его апелляции.
14 декабря суд города Хартума признал виновным Омара аль-Башира в незаконном хранении иностранной валюты, получении денег из-за границы и отмывании незаконных доходов и приговорил его к двум годам тюрьмы. Однако, согласно суданскому законодательству, преступники старше 70 лет не могут быть отправлены в тюрьму. Из-за возраста экс-президент будет отбывать наказание в коррекционном центре. В дальнейшем аль-Башир предстанет перед судом по обвинению в подготовке заговора 1989 года, который и привёл его к власти. Кроме того, бывшему главе государства ещё не было предъявлено обвинение в жестоком подавлении протеста в 2019 году, в результате которого десятки демонстрантов погибли.
21 июля 2020 года начался судебный процесс по делу о перевороте 1989 года, который и привел его к власти. Также около 20 военнослужащих были обвинены в участии в перевороте.

#### Международный уголовный суд
5 ноября 2019 года «Альянс за свободу и перемены», который обладает частичной политической властью в течение 39-месячного перехода Судана к демократии, заявил, что принято консенсусное решение в пользу передачи аль-Башира в МУС после завершение его дела о коррупции и отмывании денег внутри страны. В последующие дни премьер-министр Абдалла Хамдук и член Суверенного совета Сиддик Тауэр заявили, что аль-Башир будет передан международному суду. 11 февраля 2020 года правящий Суверенный совет согласился передать свергнутого аль-Башира суду в Гааге для предъявления обвинений в преступлениях против человечности в Дарфуре. В октябре 2020 года главный прокурор МУС Фату Бенсуда с делегацией прибыли в Судан, чтобы обсудить с правительством обвинительное заключение Башира. В рамках сделки с дарфурскими повстанцами правительство согласилось создать специальный суд по военным преступлениям.